# Те-Айлс
Те-Айлс (англ. Lake of the Isles; Лейк-оф-те-Айлс) — озеро в юго-западной части Миннеаполиса. Площадь водной поверхности составляет 0,4 км² (109 акров), максимальная глубина — 9 метров (31 фут). Соединено протоками с озёрами Сидар и Калхун. В зимние месяцы является популярным местом для фигурного катания и хоккея.
В своём современном виде озеро появилось в начале XX века в результате дноуглубительных работ на существовавшем на этом месте небольшом безымянном озере и осушении болот на его берегах. Вычерпанные при этом материалы (в основном торф и ил) были использованы для создания парка вокруг озера. Однако их использование, а также влияние развития города, привело к неустойчивости береговой линии и ухудшению качества воды в озере.
На острове находятся два острова, покрытых лесом. Этот лес является девственным, поэтому какая-либо хозяйственная деятельность человека на островах озера запрещена.
В озере водятся различные рыбы. Некоторые живущие в озере виды рыбы употреблять в пищу не рекомендуется из-за возможного загрязнения ртутью и/или перфтороктансульфоновой кислотой.
Озеро упоминается в песне Принса:
|  | Конечно, поездка вокруг озера те-Айлс это круто, я знаю. |